# 雷雨 (正德進士)
雷雨（？年—1542年），字子化，自號介一，陕西西安府華州蒲城縣人，民籍。明朝政治人物，同進士出身。

## 生平
弘治十一年戊午科（1498年）陕西鄉試舉人，正德九年（1514年）甲戌科進士。初授行人司行人，升司副，以失牙牌，贬江苏无锡县丞，升山西榆次县知县，致仕归。常慕横渠先生张载，为建祠。著有《介一集》二卷。

## 家族
父雷太初（1441-1534年），字本仁，壽官。